# Liste des députés de la IXe législature de la république du Cameroun
Voici la liste des 180 députés camerounais de la IXe législature de la république du Cameroun élus à la suite des élections législatives du 30 septembre 2013. Il y a 180 députés représentant les 49 circonscriptions dans les 10 régions du Cameroun.

## Partis politiques
|      | Parti                                            | Sièges obtenus |
| ---- | ------------------------------------------------ | -------------- |
| RDPC | Rassemblement démocratique du peuple camerounais | 148            |
| SDF  | Social democratic front                          | 18             |
| UNDP | Union nationale pour la démocratie et le progrès | 5              |
| UDC  | Union démocratique du Cameroun                   | 4              |
| MDR  | Mouvement pour la défense de la République       | 1              |
| MRC  | Mouvement pour la Renaissance du Cameroun        | 1              |

## Liste des députés
Liste de députés de l'Assemblée nationale du Cameroun[réf. souhaitée]:
| Député                                           | Circonscription      | Région       | Parti |
| ------------------------------------------------ | -------------------- | ------------ | ----- |
| Dahirou Ahmadou                                  | Djerem               | Adamaoua     | UNDP  |
| Aboubakar Ibrahim                                | Faro et Deo          | Adamaoua     | RDPC  |
| Ibrahima Dewa                                    | Mayo Banyo           | Adamaoua     | RDPC  |
| Vedjou Esther                                    | Mayo Banyo           | Adamaoua     | RDPC  |
| Baoro Theophile                                  | Mbere                | Adamaoua     | RDPC  |
| Yaya Doumba Marius                               | Mbere                | Adamaoua     | RDPC  |
| Halia Moussa Moufta                              | Mbere                | Adamaoua     | RDPC  |
| Ali Bachir                                       | Vina                 | Adamaoua     | RDPC  |
| Zoubainatou Salihou                              | Vina                 | Adamaoua     | RDPC  |
| Koulagna Abdou                                   | Vina                 | Adamaoua     | RDPC  |
| Etong HIlarion                                   | Haute Sanaga         | Centre       | RDPC  |
| Abomo Fama Margueritte Aline                     | Haute Sanaga         | Centre       | RDPC  |
| Ndongo Essomba Jean Bernard                      | Lékié Est            | Centre       | RDPC  |
| Epondo Fouda Cecile Marie                        | Lékié Est            | Centre       | RDPC  |
| Koa Luc                                          | Lékié Est            | Centre       | RDPC  |
| Eloundou Barnabe                                 | Lékié Ouest          | Centre       | RDPC  |
| Nyassa épouse Bekolo Ebe Julienne                | Lékié Ouest          | Centre       | RDPC  |
| N'nolo épouse Onobiono Marie Suzanne             | Mbam et Inoubou      | Centre       | RDPC  |
| Matsang Seyi Mama                                | Mbam et Inoubou      | Centre       | RDPC  |
| Mandio William Peter                             | Mbam et Inoubou      | Centre       | RDPC  |
| Ngandji Hounkoueng Oumarou                       | Mbam et Kim          | Centre       | RDPC  |
| Melingui Roger                                   | Mefou et Afamba      | Centre       | RDPC  |
| Koa Mfeugue Laurentine epouse Mbede              | Mefou et Afamba      | Centre       | RDPC  |
| Ada Owona Rose épouse Nguini Effa Marie          | Mefou et Akono       | Centre       | RDPC  |
| Ntsama Belinga Jeanne épouse Ottou               | Mfoundi              | Centre       | RDPC  |
| Djomgoue Paul Eric                               | Mfoundi              | Centre       | RDPC  |
| Emah Etoundi Vincent De Paul                     | Mfoundi              | Centre       | RDPC  |
| Ongola Omgba Jean Simon                          | Mfoundi              | Centre       | RDPC  |
| Nanga Marthe épouse Menana                       | Mfoundi              | Centre       | RDPC  |
| Ahanda Assiga Yves Martin                        | Mfoundi              | Centre       | RDPC  |
| Pangmashi Roland Fue                             | Mfoundi              | Centre       | RDPC  |
| Sende Pierre                                     | Nyong et Kelle       | Centre       | UPC   |
| Bapooh Lipot Robert                              | Nyong et Kelle       | Centre       | UPC   |
| Ngo Nyaga épouse Djon Li                         | Nyong et Kelle       | Centre       | UPC   |
| Roger Nkodo Dang                                 | Nyong et Mfoumou     | Centre       | RDPC  |
| Mballa Ngobo Catherine épouse Mfoula             | Nyong et Mfoumou     | Centre       | RDPC  |
| Mbarga Assembe Luc Roger                         | Nyong et So'o        | Centre       | RDPC  |
| Mekongo Helene épouse Atangana                   | Nyong et So'o        | Centre       | RDPC  |
| Gbayanga Robert                                  | Boumba et Ngoko      | Est          | RDPC  |
| Dope Honorine épouse Assongnolebot               | Boumba et Ngoko      | Est          | RDPC  |
| Mebande Brigitte                                 | Haut Nyong           | Est          | RDPC  |
| Ekanga Abata Joachim                             | Haut Nyong           | Est          | RDPC  |
| Za'abe Janvier Sulver                            | Haut Nyong           | Est          | RDPC  |
| Dimbele Boui                                     | Kadey                | Est          | RDPC  |
| Man Jacqueline Christiane                        | Kadey                | Est          | RDPC  |
| Danata Paul                                      | Kadey                | Est          | RDPC  |
| Kombo Gberi                                      | Lom et Djerem        | Est          | RDPC  |
| Tak Bienvenu                                     | Lom et Djerem        | Est          | RDPC  |
| Ngbanbaye Antoinette                             | Lom et Djerem        | Est          | RDPC  |
| Sali Dairou                                      | Diamaré Centre       | Extrême Nord | RDPC  |
| Amadou Adji                                      | Diamaré Centre       | Extrême Nord | RDPC  |
| Hamadou Sali                                     | Diamaré Nord         | Extrême Nord | RDPC  |
| Zondol Herssesse                                 | Diamaré Ouest        | Extrême Nord | RDPC  |
| Sali Boubadjan                                   | Diamaré Sud          | Extrême Nord | RDPC  |
| Kamssouloum Abba Kabir                           | Logone et Chari      | Extrême Nord | RDPC  |
| Ali Adjit                                        | Logone et Chari      | Extrême Nord | RDPC  |
| Mariam Goni                                      | Logone et Chari      | Extrême Nord | RDPC  |
| Sassouan Hirihiri                                | Logone et Chari      | Extrême Nord | RDPC  |
| Manamourou épouse Silikam                        | Mayo Danay Est       | Extrême Nord | RDPC  |
| Nikina Pierre                                    | Mayo Danay Est       | Extrême Nord | RDPC  |
| Bouba Jean Taida                                 | Mayo Danay Est       | Extrême Nord | RDPC  |
| Bara Julien                                      | Mayo Danay Nord      | Extrême Nord | RDPC  |
| Laoussou Pierre                                  | Mayo Danay Sud       | Extrême Nord | MDR   |
| Haman Tchiouto                                   | Mayo Kani Nord       | Extrême Nord | RDPC  |
| Boulou Nguizi Joseph                             | Mayo Kani Nord       | Extrême Nord | RDPC  |
| Madjele                                          | Mayo Kani Nord       | Extrême Nord | RDPC  |
| Temwa                                            | Mayo Kani Sud        | Extrême Nord | RDPC  |
| Aminatou                                         | Mayo Kani Sud        | Extrême Nord | RDPC  |
| Cavaye Yeguié Djibril                            | Mayo Sava            | Extrême Nord | RDPC  |
| Abba Malla                                       | Mayo Sava            | Extrême Nord | RDPC  |
| Adama épouse Djibrine                            | Mayo Sava            | Extrême Nord | RDPC  |
| Salomon                                          | Mayo Sava            | Extrême Nord | RDPC  |
| Gonodo Jean                                      | Mayo Tsanaga Nord    | Extrême Nord | RDPC  |
| Gondji Elias                                     | Mayo Tsanaga Nord    | Extrême Nord | RDPC  |
| Viche Taga                                       | Mayo Tsanaga Nord    | Extrême Nord | RDPC  |
| Kwarmba Solange                                  | Mayo Tsanaga Nord    | Extrême Nord | RDPC  |
| Djibrilla                                        | Mayo Tsanaga Sud     | Extrême Nord | RDPC  |
| Dougouf Djonkio Ali                              | Mayo Tsanaga Sud Est | Extrême Nord | RDPC  |
| Sime Pierre                                      | Moungo Nord          | Littoral     | RDPC  |
| Eyoum Minono épouse Epoube Lydienne              | Moungo Nord          | Littoral     | RDPC  |
| Essame Joseph Ernest Pierre                      | Moungo Nord          | Littoral     | RDPC  |
| Mpacko Kotto Jean Claude                         | Moungo Sud           | Littoral     | RDPC  |
| Mbapte Jean Baptiste                             | Moungo Sud           | Littoral     | RDPC  |
| Ekoka Marguerite Helene épouse Dissake           | Moungo Sud           | Littoral     | RDPC  |
| Komba Gaston                                     | Nkam                 | LIttoral     | RDPC  |
| Moutymbo épouse Ayayi Rosette Julienne           | Sanaga Maritime      | Littoral     | RDPC  |
| Mboui Joseph                                     | Sanaga Maritime      | Littoral     | RDPC  |
| Banlog Polycarpe                                 | Sanaga Maritime      | Littoral     | RDPC  |
| Dooh Collins Albert Kouoh                        | Wouri Centre         | Littoral     | RDPC  |
| Dimodi Tongo épouse Marlyse Rose Douala Bell     | Wouri Centre         | Littoral     | RDPC  |
| Joshua Nambangi Osih                             | Wouri Centre         | Littoral     | SDF   |
| Ngahane                                          | Wouri Est            | Littoral     | RDPC  |
| Elise Ndongo Moutome épouse Pokossy Ndoumbe      | Wouri Est            | Littoral     | RDPC  |
| Jean-Michel Nintcheu                             | Wouri Est            | Littoral     | SDF   |
| Lazare Souop                                     | Wouri Est            | Littoral     | MRC   |
| Edimo Ndoumbe Oscar                              | Wouri Ouest          | Littoral     | SDF   |
| Owona Kono Joseph Hyacinthe                      | Wouri Sud            | Littoral     | RDPC  |
| Aliyoum Fadil                                    | Bénoué Est           | Nord         | RDPC  |
| Mai Rachel                                       | Bénoué Est           | Nord         | RDPC  |
| Ali Mamouda                                      | Bénoué Ouest         | Nord         | RDPC  |
| Oumoul Koultchoumi épouse Ahidjo Mohamadou       | Bénoué Ouest         | Nord         | UNDP  |
| Maounde Leonard                                  | Faro                 | Nord         | RDPC  |
| Amadou Mohaman                                   | Mayo-Louti           | Nord         | UNDP  |
| Douvaouissa Aissa Hamadi                         | Mayo-Louti           | Nord         | UNDP  |
| Harouna Nyako                                    | Mayo-Louti           | Nord         | RDPC  |
| Todou                                            | Mayo-Louti           | Nord         | RDPC  |
| Bello Limane                                     | Mayo-Rey             | Nord         | RDPC  |
| Fadimatou Sambo                                  | Mayo-Rey             | Nord         | RDPC  |
| Yaouba Abdel Aziz                                | Mayo-Rey             | Nord         | RDPC  |
| Njong Evaristus Ndim                             | Boyo                 | Nord Ouest   | SDF   |
| Wainachi Nentoh Honourine                        | Boyo                 | Nord Ouest   | SDF   |
| Banadzem Joseph Lukong                           | Bui Centre           | Nord Ouest   | SDF   |
| Mbiye Caroline                                   | Bui Centre           | Nord Ouest   | SDF   |
| Kwei Andrew Mngo                                 | Bui Ouest            | Nord Ouest   | SDF   |
| Wirba Joseph Mbiydzenyuy                         | Bui Sud              | Nord Ouest   | SDF   |
| Awudu Mbaya Cyprian                              | Donga Mantung Centre | Nord Ouest   | SDF   |
| Ngala Esther Ntala                               | Donga Mantung Centre | Nord Ouest   | SDF   |
| Genesis Mbucksek                                 | Donga Mantung Est    | Nord Ouest   | SDF   |
| Abe Michael Ndra                                 | Donga Mantung Ouest  | Nord Ouest   | SDF   |
| Ndong Larry Hills                                | Menchum Nord         | Nord Ouest   | SDF   |
| Wallang Richard Ebua                             | Menchum Sud          | Nord Ouest   | SDF   |
| Fobi Nchinda Simon                               | Mezam Centre         | Nord Ouest   | SDF   |
| Fusi Naamukong Wilfred Aziya                     | Mezam Nord           | Nord Ouest   | SDF   |
| Nji Tumasang Paul                                | Mezam Sud            | Nord Ouest   | SDF   |
| Mbah Ndam Joseph Njang                           | Momo Est             | Nord Ouest   | SDF   |
| Edena Enih Mbah                                  | Momo Est             | Nord Ouest   | SDF   |
| Enwe Francis Abi                                 | Momo Ouest           | Nord Ouest   | RDPC  |
| Njingum Musa Mbutoh                              | Ngoketunjia Nord     | Nord Ouest   | RDPC  |
| Banmi Emmanuel Dingha                            | Ngoketunjia Sud      | Nord Ouest   | RDPC  |
| Wa Mathurin Martial                              | Bamboutos            | Ouest        | RDPC  |
| Nzougnou dit Fotso Ngong                         | Bamboutos            | Ouest        | RDPC  |
| Manfouo David                                    | Bamboutos            | Ouest        | RDPC  |
| Kegne Mafong Joséphine épouse Fotso              | Bamboutos            | Ouest        | RDPC  |
| Claude Juimo Siewe Monthé                        | Haut Nkam            | Ouest        | RDPC  |
| Ndengue Nya Bernadette                           | Haut Nkam            | Ouest        | RDPC  |
| Lucien Wantou Siantou                            | Haut Nkam            | Ouest        | RDPC  |
| Théodore Datouo                                  | Hauts Plateaux       | Ouest        | RDPC  |
| Chebou Kamdem Faustine Villanneau épouse Fotso   | Hauts Plateaux       | Ouest        | RDPC  |
| Albert Kouinche                                  | Koung-Khi            | Ouest        | RDPC  |
| Laure-Pauline Fotso                              | Koung-Khi            | Ouest        | RDPC  |
| Fossi Jacob                                      | Menoua               | Ouest        | RDPC  |
| Madio Gnitidem Odette Louise épouse Melaga       | Menoua               | Ouest        | RDPC  |
| Youwo Bernard                                    | Menoua               | Ouest        | RDPC  |
| Emabot Brigitte                                  | Menoua               | Ouest        | RDPC  |
| Nguefack Placide                                 | Menoua               | Ouest        | RDPC  |
| Kankeu Joseph                                    | Mifi                 | Ouest        | RDPC  |
| Deffo Oumbe Sangong                              | Mifi                 | Ouest        | SDF   |
| Feutheu Jean Claude                              | Nde                  | Ouest        | RDPC  |
| Dzite épouse Ngassam Thérèse                     | Nde                  | Ouest        | RDPC  |
| Tomaino Ndam Njoya Hermine Patricia              | Noun Centre          | Ouest        | UDC   |
| Mfouapon Alassa                                  | Noun Centre          | Ouest        | UDC   |
| Samba Mariama                                    | Noun Centre          | Ouest        | UDC   |
| Mbouombouo Mama                                  | Noun Centre          | Ouest        | UDC   |
| Nsa Moussa                                       | Noun Nord            | Ouest        | RDPC  |
| Mvondo Assam Bonaventure                         | Dja et Lobo          | Sud          | RDPC  |
| Nnama Marie Therese épouse Essame                | Dja et Lobo          | Sud          | RDPC  |
| Monessel Prosper-Merime Theodore Alexandre       | Dja et Lobo          | Sud          | RDPC  |
| Mbe Assae Mendomo Theodore                       | Dja et Lobo          | Sud          | RDPC  |
| Bekono Ebah épouse Pauline Ndoumou               | Dja et Lobo          | Sud          | RDPC  |
| Atangana Aligui Celine Catherine épouse Mendouga | Mvila                | Sud          | RDPC  |
| Zam Jean Jacques Noël                            | Mvil                 | Sud          | RDPC  |
| Nlang Martine épouse Ngbwa                       | Mvila                | Sud          | RDPC  |
| Biloa Tsilla Zitha Marie Esabelle                | l'Ocean              | Sud          | RDPC  |
| Oyono Martin                                     | l'Ocean              | Sud          | RDPC  |
| Mbiam Emmanuel                                   | Valée du Ntem        | Sud          | RDPC  |
| Lisinge Arthur Ekeke                             | Buea Centre Urbain   | Sud Ouest    | RDPC  |
| Fritz Ngeka Etoke                                | Fako Est             | Sud Ouest    | RDPC  |
| Etombi Ikome Gladys                              | Fako Est             | Sud Ouest    | RDPC  |
| Emilia Mojowa Lifaka                             | Fako Ouest           | Sud Ouest    | RDPC  |
| Ngujede Ngole Robert                             | Koupe Manengouba     | Sud Ouest    | RDPC  |
| Aleh Eyabi Clarah                                | Koupe Manengouba     | Sud Ouest    | RDPC  |
| Ateawung Foju Bernard                            | Lebialem             | Sud Ouest    | RDPC  |
| Mbanya Bolevie Petnga                            | Kumba Centre Urbain  | Sud Ouest    | SDF   |
| Manyu                                            | Sud Ouest            | RDPC         |       |
| Enow Tanjong                                     | Manyu                | Sud Ouest    | RDPC  |
| Igelle Elias Terhemen                            | Manyu                | Sud Ouest    | RDPC  |
| Martin Atinda Mboni                              | Meme Ouest           | Sud Ouest    | RDPC  |
| Mary Muyali Boya épouse Meboka                   | Ndian                | Sud Ouest    | RDPC  |
| Njume Peter Ambang                               | Ndian                | Sud Ouest    | RDPC  |
| Ngalle Daniel Etongo                             | Ndian                | Sud Ouest    | RDPC  |